# 日本福音ルーテル八幡教会
日本福音ルーテル八幡教会（にほんふくいんルーテルやはたきょうかい, Japan Evangelical Lutheran Yahata church）は、福岡県北九州市にあるルーテル教会。日本福音ルーテル教会の九州教区に属している。

## 沿革
日本福音ルーテル教会の日本人最初の牧師である山内量平から洗礼を受け、量平の妻山内幹枝（旧姓・川瀬）の姓を継いだ川瀬徳太郎牧師（前名 入江徳太郎）が、L.S.G.ミラー宣教師とともに1918年（大正7年）10月、福岡県八幡市（現・福岡県北九州市八幡東区）で開拓伝道に着手し、翌1919年（大正8年）1月12日、福岡県八幡市通町4丁目に伝導所を開設して最初の礼拝を行った。この日が日本福音ルーテル八幡教会の始まりであるとされる。
教会の初代牧師となった川瀬は、同年（1919年）2月1日、乾美世子（みよし）と婚姻し、以降は川瀬夫婦によって八幡を中心とした北九州地域の福音伝道が開始された。
同年川瀬は、労働者の地位向上のため浅原健三、西田健太郎らと八幡製鉄所の労働組合（日本労友会）を設立。翌年（1920年）2月、日本労友会が正式に発足する。

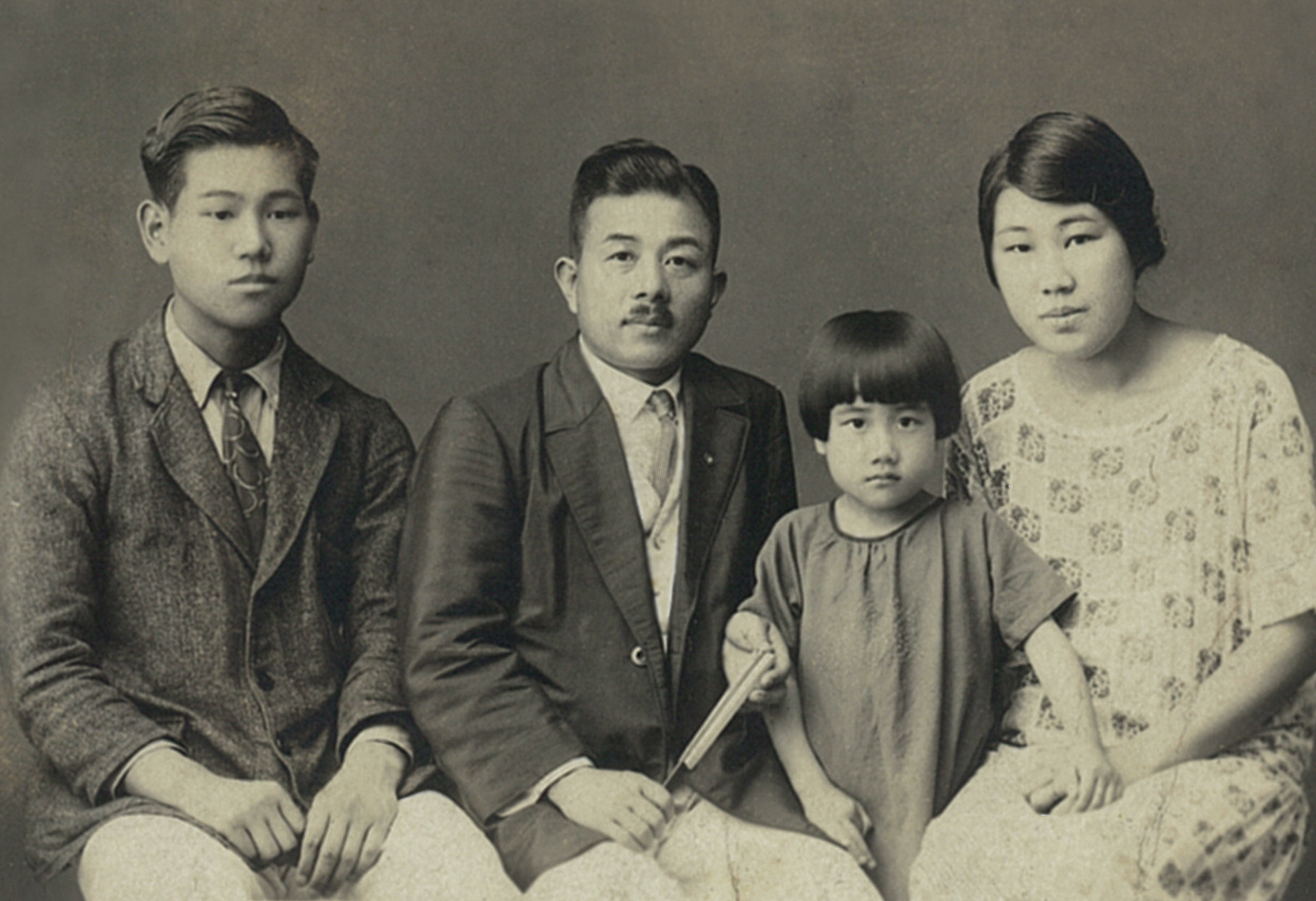
大正15年（1926年）、左より乾一郎、川瀬徳太郎、川瀬勝世、川瀬（乾）美世子

1921年（大正10年）川瀬徳太郎が日本福音ルーテル教会の教職・按手礼に認定される。
川瀬は、寒空の中も路傍伝道（辻説法）を行いながら公娼制度廃止運動（廃娼運動）に身を挺して活動し、その為に暴漢に襲撃されることもたびたびあったという。
1937年（昭和12年）の宗教改革記念日にあたる10月31日、現在の場所に八幡教会の教会堂が完成した。
1957年（昭和32年）、福音伝道が軌道に乗り 自給教会となる。
1959年（昭和34年）、病により川瀬徳太郎牧師が引退し、後継の牧師たちに福音伝道が引き継がれて現在に至る。

## 所在地
- 福岡県北九州市八幡東区石坪町2-3

## 補註
1. ↑  “風説新聞(第3号)”.   久留米大学デジタルアーカイブ (1964年12月20日). 2014年6月15日閲覧。
2. ↑  『日本福音ルーテル教会 教職・按手礼認定名簿(2012)』による。
3. ↑  『女性史研究 特集 近代の女キリスト者 第14集』家族史研究会編、1982-06-01、19頁（近代熊本の女キリスト者たち）